# Villiers-au-Bouin
Villiers-au-Bouin è un comune francese di 792 abitanti situato nel dipartimento dell'Indre e Loira nella regione del Centro-Valle della Loira.

## Società

### Evoluzione demografica
Abitanti censiti